# Nomikai

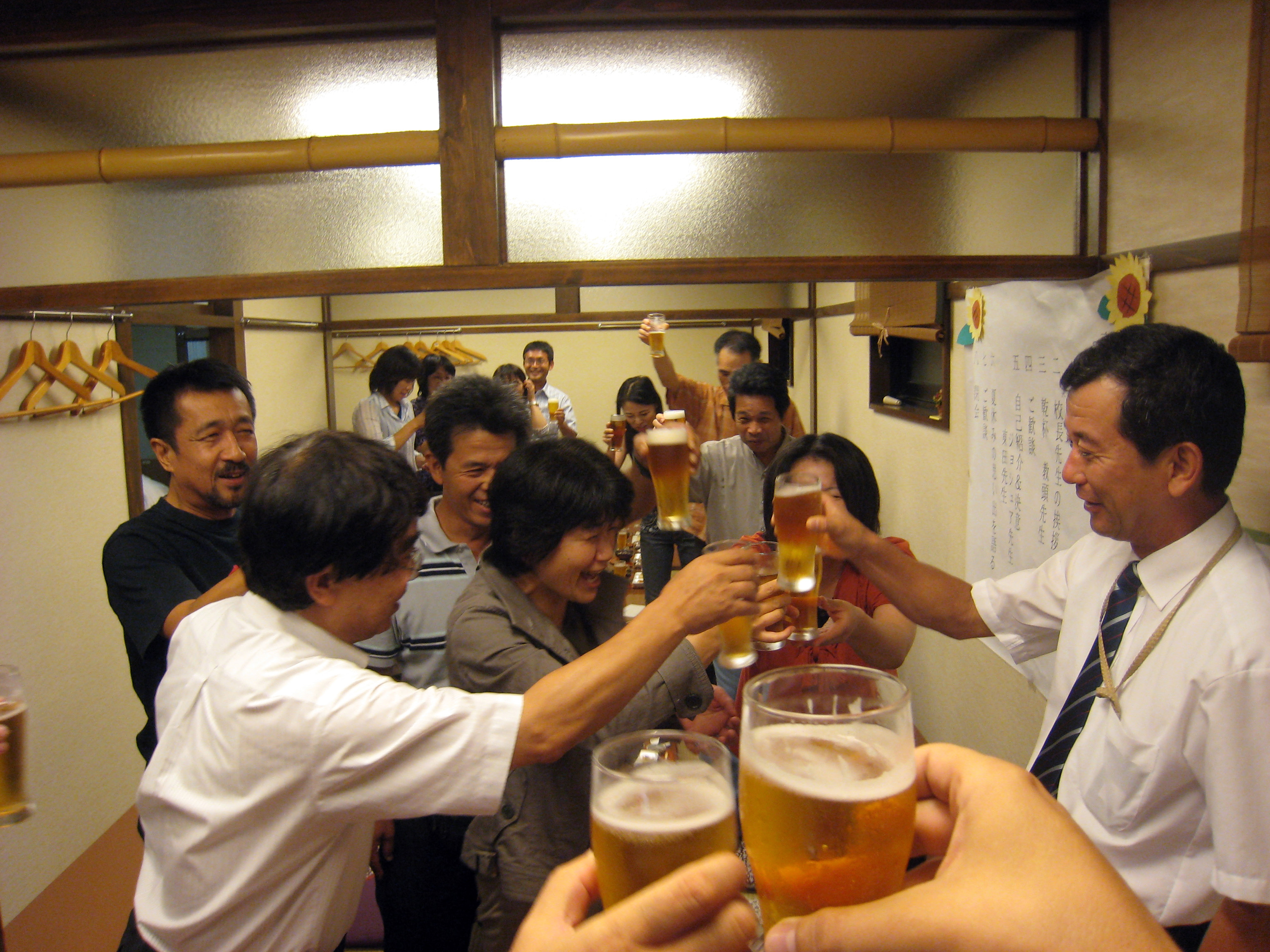
Egy csoport inni kezd Kumamotóban

A nomikai (飲み会) egy ivóparti jellegű, Japánra igen jellemző jelenség. A kultúra részeként megjelenik a foglalkoztatásban, az iskolai tanárok körétől a szórakozóhelyek alkalmazottaiig. Leggyakrabban éttermekben vagy izakajákban rendezik őket, ahol mindenki egy asztal köré ülhet, vagy a helyiségben elkülönített helyet foglalhat.
Az alkalmazottaktól általában elvárják, hogy részt vegyenek ezeken a partikon, hiszen a munka szocializációs elemeként tartják számon, de nem kifejezetten szükséges. Ezek a kollégák közti kapcsolatra helyezik a hangsúlyt, és nem különíthető el a munkától. A jelenlét persze nem feltétlenül jelenti, hogy alkoholt is kell fogyasztani, de általában egy bizonyos összeget együttesen fizetnek ki az ételért, italért és a foglalásért, tekintet nélkül a fogyasztásra. A megmaradó összeget félreteszik a következő nomikai szervezésére.
Létezik diák változata is ennek, ami konpa névre hallgat, és megkülönböztető jegyekkel rendelkezik.

## Eljárás
Igen széles skálája van az okoknak, amiért nomikait lehet rendezni. Legyen az verseny, vagy nagy projektek, a kitűzött célok teljesítése, alapítási évforduló, iskolai sportesemény, új munkatárs érkezése, vagy vezető visszavonulása. Mindig van legalább egy főszervező, aki felelős az előkészületekért, és persze nem ugyanaz a személy, aki miatt rendezik.
A bonenkai (év végi ivóparti) kivételével, a legtöbb ivópartin csak a cég egy bizonyos csapata, részlege vesz részt. Egy bonenkai esetében a cég összes alkalmazottja jelen lehet, de ezt egy mamutvállalatnál több kis partival oldják meg.
A nomikai kezdetekor a szervezők rövid köszöntő beszédet mondanak, amit követ a menedzser, az elnök, vagy az igazgató, akik szeretnének értékelést, vagy bátorító szavakat nyújtani a résztvevőknek. Ezt pohárköszöntővel zárják, ami után mindenki elkezdhet inni és enni. Ha jelen vannak új alkalmazottak, vagy vendégek, akkor nekik illik külön bemutatkozni, illetve üdvözölni a többi dolgozót.
A nomkai néhány óra után véget is ér, ekkor mindenki összhangban áll és tapsol. Két fő stílusa van ennek a tapsnak: ippon-dzsime és szanbon-dzsime. Ezeket nagyjából úgy lehetne fordítani, mint „egytapsos befejezés” és „háromtapsos befejezés”. A háromtapsos befejezés három taps egymást követő három szakaszából áll, amiket egy darab taps követ. Ezt általában háromszor ismétlik, így összesen harminc tapssal zárva az eseményt. Néha a lezárás történhet hosszas tisztelgéssel a szervező vagy nagytiszteletű résztvevő előtt, de elénekelhetik a cég, vagy az iskola indulóját is.
A nidzsikai már az afterparty. Miután a fő nomikai lezárult, a résztvevők külön csapatokra bontva más szórakozóhelyekre is ellátogathatnak. Mivel az ezen való részvétel már annyira sem kötelező, mint a nomikai, ezek a csapatok általában baráti társaságok a cégen belül, vagy csak azok, akik szívesen isznak még többet. Azt az ivás, ami ezután jön, szandzsikainak nevezik.

## Nomikaietikett
Vannak szabályok, amelyeket egy nomikai alatt követni kell. Ilyen például, hogy senki nem tölti meg a saját poharát, hanem megvárja, amíg más felajánlja, hogy italt tölt neki. Ez különösen érvényes a szenpai-kóhai kapcsolatokra, ahol az alacsonyabb rangú fogja először megtölteni a felette álló poharát. Ez kölcsönös, így a felettes viszonzásul italt tölt a beosztottjának. Mindezt a munkahely harmóniájáért teszik. (Lásd: Wa)
Egy másik pontja a illemnek, ami a nyugati üzleti kultúrától eltér, hogy elfogadható, ha valaki lerészegedik a nomikai alatt. Ezen a vonalon maradva pedig, az ilyen körülmények között elhangzottakat és a tetteket sem veszik komolyan, és megbocsájtják, vagy figyelmen kívül hagyják, amikor visszatértnek dolgozni. Következésképpen előfordulnak igazán őszinte, rangtól független beszélgetések a kollégák között, ami a megszokott munkahelyi mellett talán nem lenne lehetséges. Ezt a jelenséget bureikónak hívják.
Másrészről, elfogadhatatlan kényszeríteni valakit, hogy igyon, vagy, hogy fogyasszon többet, mint amennyit szeretne. A résztvevők ihatnak alkoholmentes italokat, vagy meghagyhatják a teli üveget, ezzel jelezve, hogy nem akarnak (többet) inni.

## Kapcsolódó kifejezések
- Enkai (宴会?) azt jelenti, bankett, gyakran használt általános kifejezés, utal a nomikaira vagy a bōnenkaira.